# София фон Равенсберг
София фон Равенсберг (на немски: Sophie von Ravensberg; * пр. 1276; † сл. 1328) е графиня от Равенсберг и чрез женитба графиня на Олденбург-Алтбруххаузен.

## Произход
Тя е дъщеря на граф Ото III фон Равенсберг († 1306) и съпругата му Хедвиг фон Липе († 1315), дъщеря на Бернхард III фон Липе († 1265). Сестра е на графовете на Равенсберг Ото IV († 1328/1329) и Бернхард († 1346).

## Фамилия
София фон Равенсберг се омъжва за граф Хилдебалд I фон Олденбург-Алтбруххаузен (* 1270; † сл. 8 септември 1310), син на граф Лудолф фон Олденбург-Алтбруххаузен († 1278) и Хедвиг фон Вьолпе († 1278). Те имат три деца:
- Ото фон Олденбург-Алтбруххаузен (* пр. 1298; † сл. 24 септември 1360), граф на Олденбург-Алтбруххаузен, женен пр. 11 юли 1306 г. за Ода († сл. 1354).
- Хедвиг († ок. 1348), омъжена за граф Кристиан IV фон Олденбург († сл. 29 май 1323)
- Лудвиг († сл. 1321)